# Brown County (Ohio)
Brown County ist ein County im Bundesstaat Ohio der Vereinigten Staaten. Der Verwaltungssitz (County Seat) ist Georgetown. Das County ist Teil der Metropolregion Cincinnati.

## Geographie
Das County liegt südsüdwestlich in Ohio, grenzt an Kentucky und hat eine Fläche von 1283 Quadratkilometern, wovon neun Quadratkilometer Wasserfläche sind. Es grenzt im Uhrzeigersinn an folgende Countys: Clinton County, Highland County, Adams County, Mason County (Kentucky), Bracken County (Kentucky) und Clermont County.

## Geschichte
Brown County wurde am 17. Dezember 1817 aus Teilen des Adams County und des Clermont County gebildet. Wirksam wurde die Gründung am 1. März 1818. Benannt wurde es nach Jacob Brown, einem Generalmajor im Britisch-Amerikanischen Krieg, der bei der Schlacht bei Lundy’s Lane verwundet wurde.
Drei Orte im County haben den Status einer National Historic Landmark, das Grant Boyhood Home, das John P. Parker House und das John Rankin House. 27 Bauwerke und Stätten des Countys sind im National Register of Historic Places eingetragen (Stand 6. April 2018).

## Demographie

Alterspyramide des Brown County

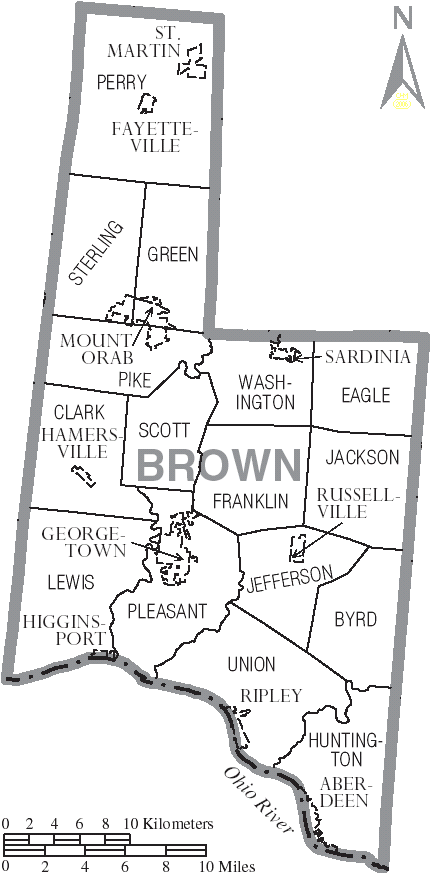
Karte des Brown County.

Nach der Volkszählung im Jahr 2000 lebten im Brown County 42.285 Menschen in 15.555 Haushalten und 11.790 Familien. Die Bevölkerungsdichte betrug 33 Einwohner pro Quadratkilometer. Ethnisch betrachtet setzte sich die Bevölkerung zusammen aus 98,08 Prozent Weißen, 0,92 Prozent Afroamerikanern, 0,18 Prozent amerikanischen Ureinwohnern, 0,13 Prozent Asiaten und 0,08 Prozent aus anderen ethnischen Gruppen; 0,60 Prozent stammten von zwei oder mehr Ethnien ab. 0,44 Prozent der Bevölkerung waren spanischer oder lateinamerikanischer Abstammung.
Von den 15.555 Haushalten hatten 37,1 Prozent Kinder und Jugendliche unter 18 Jahre, die bei ihnen lebten. 61,3 Prozent waren verheiratete, zusammenlebende Paare, 10,0 Prozent waren allein erziehende Mütter, 24,2 Prozent waren keine Familien, 20,2 Prozent waren Singlehaushalte und in 8,5 Prozent lebten Menschen im Alter von 65 Jahren oder darüber. Die Durchschnittshaushaltsgröße betrug 2,69 und die durchschnittliche Familiengröße lag bei 3,09 Personen.
Auf das gesamte County bezogen setzte sich die Bevölkerung zusammen aus 27,6 Prozent Einwohnern unter 18 Jahren, 8,1 Prozent zwischen 18 und 24 Jahren, 30,3 Prozent zwischen 25 und 44 Jahren, 22,4 Prozent zwischen 45 und 64 Jahren und 11,6 Prozent waren 65 Jahre alt oder darüber. Das Durchschnittsalter betrug 35 Jahre. Auf 100 weibliche Personen kamen 96,8 männliche Personen. Auf 100 Frauen im Alter von 18 Jahren oder darüber kamen statistisch 94,8 Männer.
Das jährliche Durchschnittseinkommen eines Haushalts betrug 38.303 USD, das Durchschnittseinkommen der Familien betrug 43.040 USD. Männer hatten ein Durchschnittseinkommen von 32.647 USD, Frauen 22.483 USD. Das Prokopfeinkommen betrug 17.100 USD. 8,8 Prozent der Familien und 11,6 Prozent der Bevölkerung lebten unterhalb der Armutsgrenze. Davon waren 15,2 Prozent Kinder oder Jugendliche unter 18 Jahre und 9,4 Prozent waren Menschen über 65 Jahre.

### Orte in Brown County

#### Dörfer
| - Aberdeen - Fayetteville - Georgetown - Hamersville | - Higginsport - Mount Orab - Ripley | - Russellville - Sardinia - St. Martin |

#### Townships
| - Byrd Township - Clark Township - Eagle Township - Franklin Township - Green Township - Huntington Township | - Jackson Township - Jefferson Township - Lewis Township - Perry Township - Pike Township | - Pleasant Township - Scott Township - Sterling Township - Union Township - Washington Township |